# Rotbauchwürger
Der Rotbauchwürger (Laniarius atrococcineus) ist eine Art in der Gattung Lanarius in der Familie der Buschwürger (Malaconotidae). Früher wurden sie der Familie der Würger (Laniidae) zugerechnet, heute bilden sie eine eigene Familie.

## Erscheinungsbild
Der Rotbauchwürger ist auffällig schwarzrot gefärbt. Beide Geschlechter sind gleich gefärbt. Seine gesamte Unterseite ist karminrot, die Oberseite ist schwarz mit weißen Längsstreifen auf den Flügeln. Schnabel und Beine sind ebenfalls schwarz gefärbt. Da die Farben schwarz-weiß-rot die damaligen deutschen Kolonisten im südlichen Afrika an die kaiserliche Flagge erinnerte, wird das Tier seit jener Zeit auch Reichsvogel genannt.
Die Jungvögel sind gelbbraun mit dunkler Querstreifung. Unter den adulten Vögeln gibt es auch gelbbäuchige Morphe.
Sein lauter und durchdringender Gesang besteht aus glockenartigen Flöttönen, die die Rotbauchwürger einzeln oder im Duett vortragen.

## Verbreitung
Der Rotbauchwürger ist in ganz Botswana, Namibia, Westsimbabwe und im Westtransvaal und der nördlichen Kapprovinz Südafrikas verbreitet. Sein Lebensraum sind Buschsavannen und lichte Mopanewälder.

## Lebensweise
Die Rotbauchwürger leben zumeist paarweise und brüten in Dornbüschen. Ihr Gelege besteht aus zwei bis drei Eiern.
Bekannt sind sie für ihren Gesang in Form eines charakteristischen Duetts der beiden Partner. Die Gesangselemente sind zwischen den Geschlechtern verschieden und unterscheiden sich auch individuell. Zu den Funktionen des Gesangs zählt sowohl die Revierverteidigung als auch der Zusammenhalt des Paares – im Sinne einer Kontrolle beziehungsweise "Bewachung".

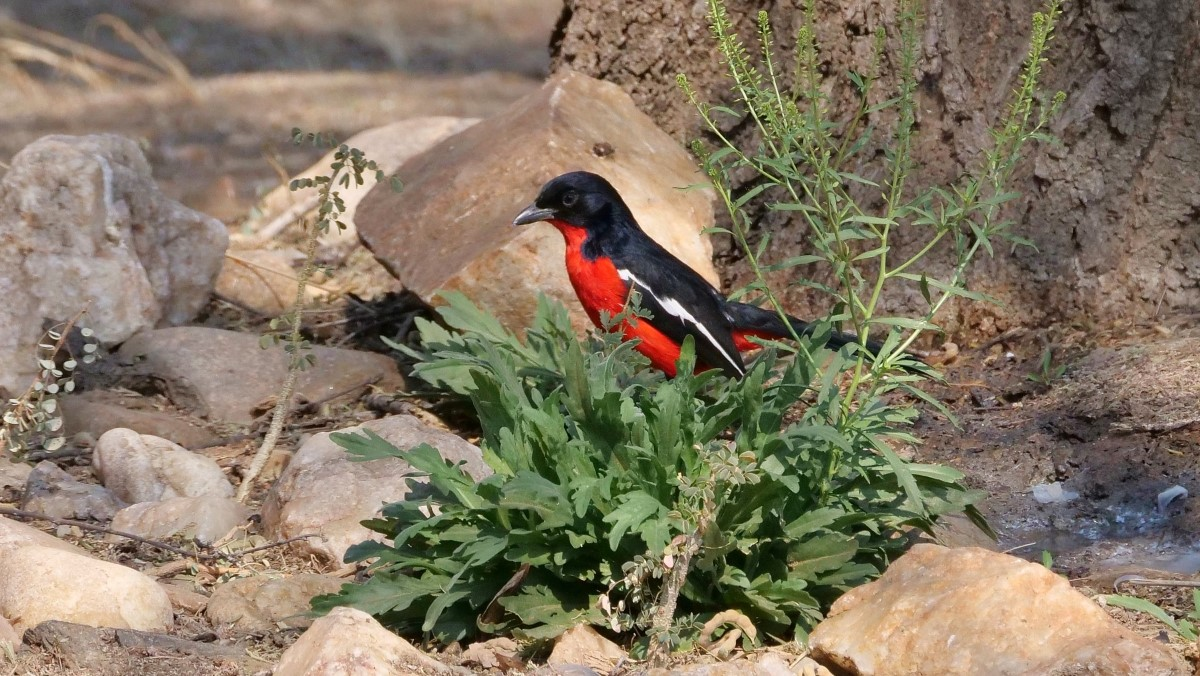

Ihre Nahrung sind Insekten, die sie im Gebüsch und am Boden jagen. Darum sieht man sie häufiger auch am Boden.